# Lunca (Teleorman)
Lunca is een Roemeense gemeente in het district Teleorman.
Lunca telt 3552 inwoners.